# Grand Prix Cycliste de Québec 2010
1. edycja Grand Prix Cycliste de Québec odbyła się 10 września 2010 roku. Trasa tego kanadyjskiego, jednodniowego wyścigu kolarskiego liczyła 189 km ze startem w i metą w Québec.
Wyścig zaliczany był do klasyfikacji UCI ProTour. W wyścigu wystartowało 173 kolarzy, ukończyło 110. Polacy nie startowali.
Zwyciężył Francuz Thomas Voeckler z grupy Bbox Bouygues Telecom.

## Wyniki
| M-ce | Imię i nazwisko      | Kraj     | Drużyna               | Czas       |
| ---- | -------------------- | -------- | --------------------- | ---------- |
| 1.   | Thomas Voeckler      | Francja  | Bbox Bouygues Telecom | 4h 35' 27" |
| 2    | Edvald Boasson Hagen | Norwegia | Team Sky              | + 1"       |
| 3    | Robert Gesink        | Holandia | Rabobank              | + 1"       |
| 4    | Ryder Hesjedal       | Kanada   | Garmin-Transitions    | + 1"       |
| 5    | Staf Scheirlinckx    | Belgia   | Omega Pharma-Lotto    | + 1"       |
| 6    | Alessandro Ballan    | Włochy   | BMC Racing Team       | + 1"       |
| 7    | Fabian Wegmann       | Niemcy   | Team Milram           | + 1"       |
| 8    | Maxime Monfort       | Belgia   | Team HTC-Columbia     | + 1"       |
| 9    | Francesco Reda       | Włochy   | Quick Step            | + 1"       |
| 10   | Damiano Cunego       | Włochy   | Lampre-Farnese        | + 1"       |